# Phymaturus payuniae
Phymaturus payuniae — вид ігуаноподібних ящірок родини Liolaemidae. Ендемік Аргентини.

## Поширення і екологія
Phymaturus payuniae мешкають в природному заповіднику Ла-Паюнья в департаменті Маларгуе у провінції Мендоса. Вони живуть серед скельзустрічаються на висоті від 1200 до 1500 м над рівнем моря. Живляться рослинністю, є живородними.

## Збереження
МСОП класифікує стан збереження як близький до загрозливого. Phymaturus payuniae загрожує знищення природного середовища.